# Italodance
Italodance (também escrito Italo dance) é um gênero musical que emergiu na Itália no final dos anos 90 e início dos anos 2000. Caracterizado por seu som eletrônico e metálico, sintetizadores melódicos, linhas de baixo pulsantes e vocais frequentemente alterados com efeitos digitais, o estilo é uma evolução direta da Italo disco dos anos 1980, mesclando elementos de eurodance, house e trance. O gênero surgiu em um período de transformação na música eletrônica europeia,  quando a Eurodance dominava as pistas de dança. Com o advento de novas tecnologias de produção musical, DJs e produtores italianos começaram a criar músicas mais rápidas, muitas vezes com um BPM entre 120 e 165, destinadas às boates e festas.
A popularidade do gênero cresceu rapidamente na Europa, especialmente em países como Alemanha e Espanha. A Italodance atingiu seu auge no início dos anos 2000, com várias músicas chegando ao topo das paradas europeias. No entanto, com o surgimento de novos estilos como o electro house e o EDM, sua popularidade começou a declinar. Alguns artistas mais notáveis do gênero incluem Gigi D'Agostino, Prezioso feat. Marvin, Eiffel 65, Gabry Ponte, DJ Lhasa, ItaloBrothers, Danijay, Paps 'N' Skar e Molella.

## História
Originalmente, entre 1992 a 1994, o termo italodance era designado para especificar qualquer forma de dance music produzido na Itália. No entanto, este significado foi deixado de lado quando a banda Cappella, em conjunto com o Clubhouse e o proprietário da Media Records, Gianfranco Bortolotti, estavam desenvolvendo um novo gênero derivado da eurodance em cooperação com famosos DJs e produtores da Itália, tais como Gigi D'Agostino, Mauro Picotto e também o suíço Robert Miles. Fazendo isso, um novo gênero nasceu: "Mediterreanean Progressive", um gênero em particular que mais tarde seria conhecido como Italodance. Em 1995, Gigi D'Agostino lançou o single "Fly", que se tornou um enorme sucesso na Itália, e que foi seguido por singles como "Elisir (Your Love)" e "Gigi's Violin", ambos ajudaram na introdução do italo nos clubes pela Europa. Depois disso, alguns artistas também aderiram ao gênero, como Da Blitz, Einstein Dr Deejay, Taleesa, Double You e Co.Ro. Mas o gênero ganhou força e notoriedade principalmente no final dos anos 90, quando o produtor Prezioso obteve grande sucesso com seu single de 1999 "Tell Me Why", e também Gigi D'Agostino com seu grande hit "L'Amour Toujours". E como resultado, o gênero se transformou mainstream, na maioria dos clubes e nas paradas musicais europeias. O italodance só recebeu reconhecimento mundial através do single "Blue (Da Ba Dee)" do Eiffel 65.
Em 2000, os números de produções de italodance disparam por toda a Europa, sendo a Itália onde se produzia este tipo de gênero. Também nesse época era muito comum fundir a italodance com outros gêneros musicais que eram tendência, como europop (Move Your Body - Eiffel 65) e bubblegum dance (Everybody Get Up! - Tempo feat. Manola). O gênero tem sua época de ouro entre 2000 a 2004, no entanto, sua popularidade foi reduzida a partir de 2005, quando novas vertentes de música eletrônica estavam cada vez mais populares ao gosto do público, como electro, trance e house music. Embora as canções do Eiffel 65, Prezioso, Gigi D'Agostino, Molella, Dejoint e DJ Lhasa ainda sejam tocadas nas rádios especializadas no gênero, o Italodance ainda está distante de ser reconhecido como um gênero musical, pois geralmente ele é atribuído como sendo parte da electro music. Artistas como Prezioso e Molella atualmente produzem suas canções em outros gêneros musicais, assim como demais artistas da música italo. No entanto, Gigi D'Agostino, Gabry Ponte e Luca Zeta ainda produzem italodance.

## Características
Italodance é caracterizado por riffs feito através de sintetizadores, vocais modificados por vocoders, acompanhado por um refrão cativante, melódico e simples e, essencialmente, um baixo com um som "metálico". As letras das canções do italodance é muitas vezes muito positiva e edificante; as letras envolvem principalmente questões de amor, alegria, festa, dança ou expressa sentimentos. A maioria das letras são cantadas em Inglês, mas letras em idioma italiano também são muito comuns. A italo dance em geral, envolve percussão e ritmo, como a maioria dos outros gêneros de música eletrônica, enquanto sua típica BPM (Batida por Minuto) é de cerca de 140, embora varie 120 a 165 BPM.